# یاکریم فیلیپینی
یاکریم فیلیپینی (نام علمی: Streptopelia dusumieri)، گونه‌ای از پرندگان خانواده کبوتران است که در گذشته زیرگونه‌ای از یاکریم جزیره (S. bitorquata) در نظر گرفته می‌شد.
این گونه در فیلیپین یافت می‌شود و در زبان محلی به آن باتو-باتو د کولار می‌گویند. همچنین به گوام و جزایر ماریانای شمالی وارد شده‌است، اگرچه جمعیت گوام توسط مار درختی قهوه‌ای به شدت کاهش یافته‌است. زیستگاه طبیعی آن علفزار باز و زمین‌های کشاورزی با درختان و بوته‌ها است.